# Francesc Alexandri i Muchart
Francesc Alexandri i Muchart, conegut com a Cesc Alexandri, (Cardedeu, Vallès Oriental, 7 d'octubre de 1963) és un músic graller i compositor català. Ha compost un centenar d'obres entre les quals destaquen les músiques dels diables de Cardedeu i del bestiari de foc. També el Ball d'Entrada del Ball de gitanes i la Jota. Ha compost el ball de gegants de diferents pobles de la comarca i alguns balls de bot, típics de Mallorca. També algunes peces per a cobla de ministrils i cobla de tres quartans. I també cançons diverses.
Va obtenir el primer premi en la categoria de dues gralles en el Certamen de Composició per a Gralles de Valls l'any 1991, el de Composició per a cobla de tres quartans de La Pobla de Segur el 1996, el segon premi en el Primer Concurs de Gralles Vila de Salou el 2004, i va quedar finalista en el Concurs de Composició de la Processó del Silenci de Badalona per a cobla de ministrils.